# Huron County (Michigan)
Huron County is een county in de Amerikaanse staat Michigan.
De county heeft een landoppervlakte van 2.167 km² en telt 36.079 inwoners (volkstelling 2000). De hoofdplaats is Bad Axe.